# Council House de Birmingham
« Council House de Birmingham » redirige ici. Pour la salle de concert de la ville du même nom, voir Hôtel de ville de Birmingham.
La Council House de Birmingham, en Angleterre, est le siège du Conseil municipal de la Ville de Birmingham et, en conséquence, le siège du gouvernement local de la ville. Il loge les bureaux des employés du conseil, du chef exécutif et des membres élus du conseil, ainsi que la chambre du conseil, le bureau du Lord Maire, les salles de comités, d'invités et une tribune des musiciens. Le balcon extérieur du deuxième étage est utilisé par les dignitaires visiteurs et les équipes sportives victorieuses pour s'adresser aux foules réunies à l'extérieur du bâtiment. La Council House, qui a son propre code postal, est situé sur Victoria Square dans le centre de la ville et est un bâtiment classé de Grade II.
La façade du bâtiment qui donne sur Chamberlain Square est l'entrée et la façade du Birmingham Museum and Art Gallery qui occupe une partie de l'édifice.

## Histoire
Le terrain sur lequel se place l'édifice a été acquis en 1853. Il correspondait à la rue Ann où se trouvaient des propriétés  aussi bien que le "Cabinet de Curiosités", une boutique de vêtements annoncée comme "Une exhibition pour l'observateur curieux de phénomènes naturels". Le bâtiment avait une tour horloge couronnée avec un hampe de drapeau. Les murs blancs étaient couverts d'annonces. Les derniers détenteurs du bâtiment ont été la famille Suffield, ancêtres de J. R. R. Tolkien .
Le terrain a été clos mais les constantes difficultés financières ont arriéré la construction jusqu'à 1871 lorsque le conseil a enfin accepté bâtir les bureaux. Le choix s'est fait entre la proposition gothique de Martin & Chamberlain et le classique de Yeovile Thomason .

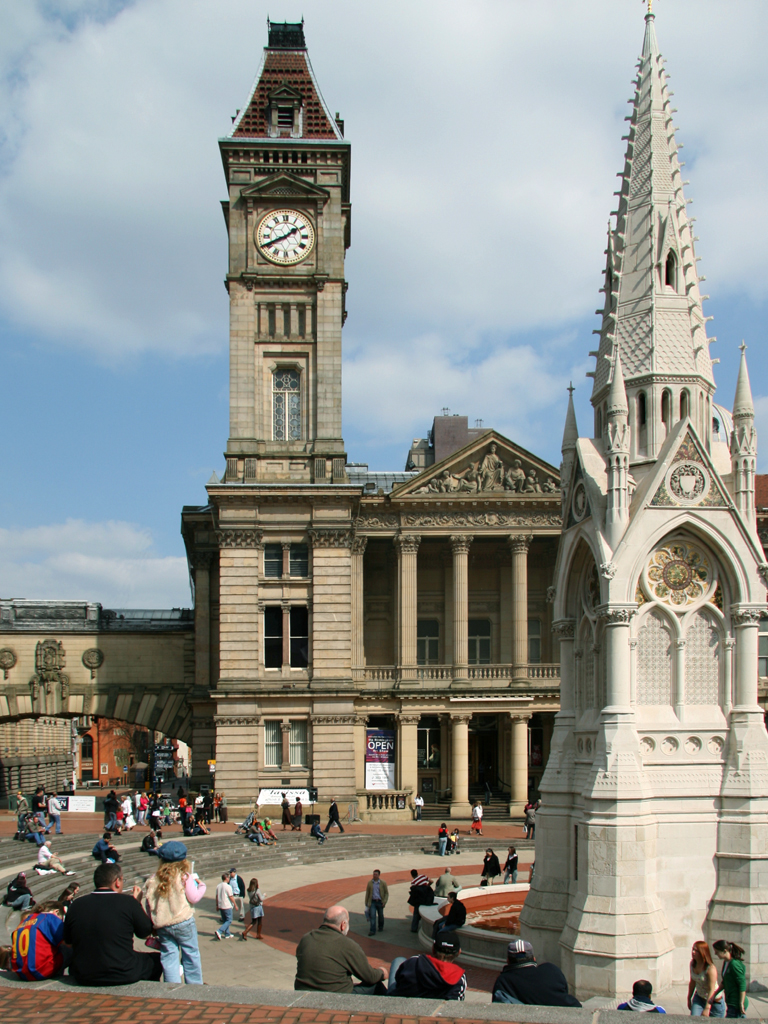
Musée et Galerie d'Art de Birmingham & la tour de l'Horloge, Big Brum

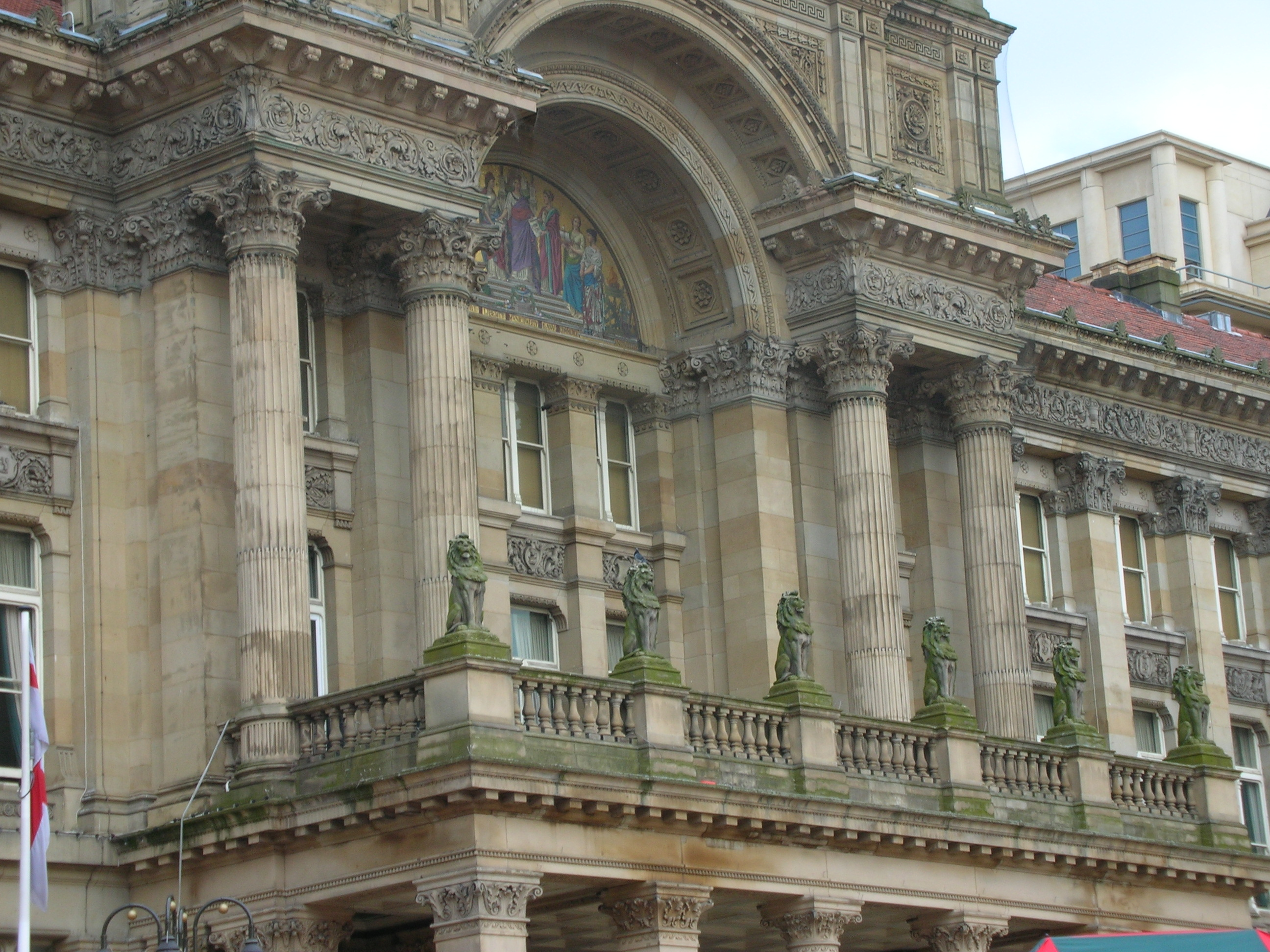
Balcon de la Council House

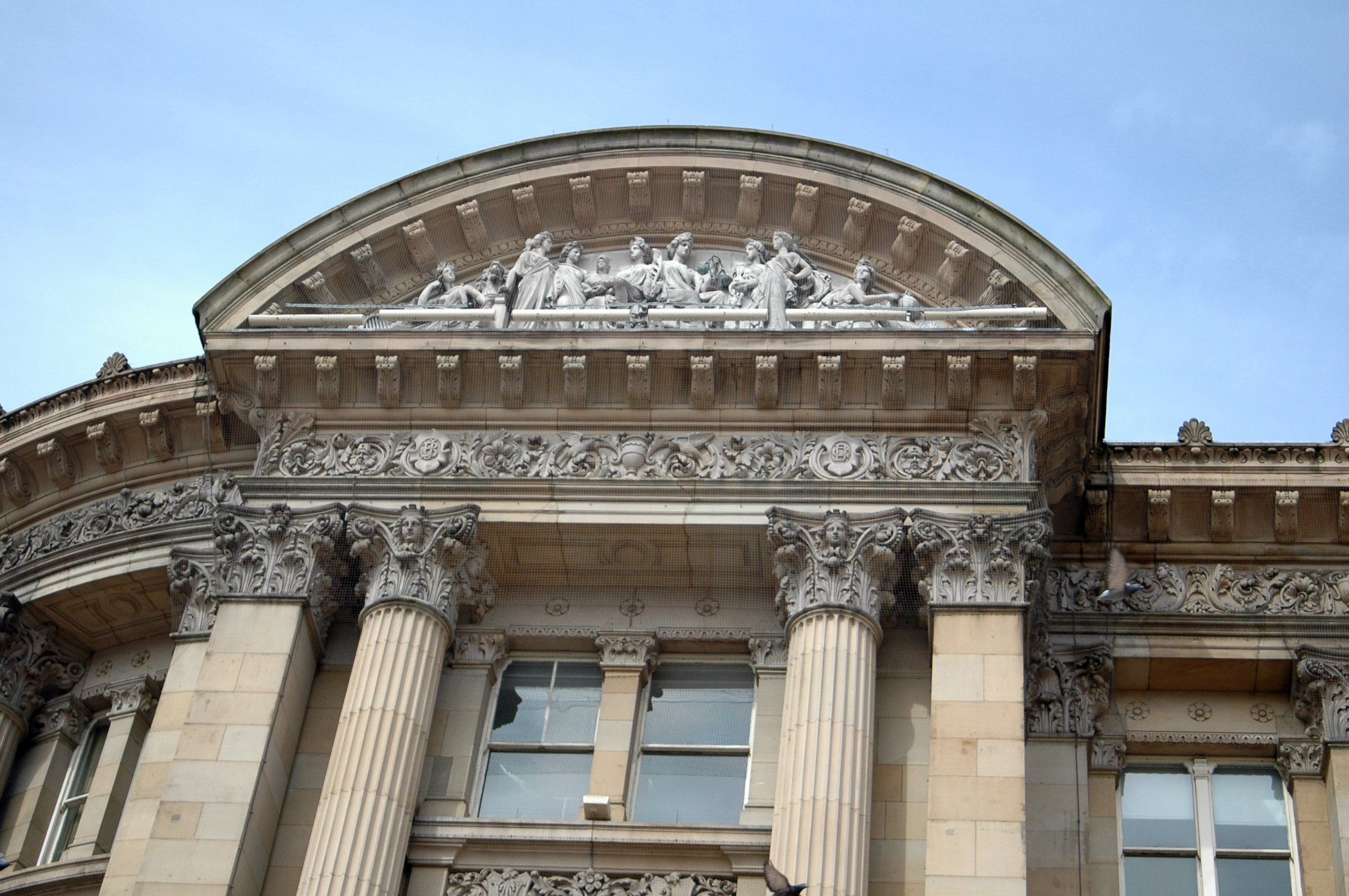
Détails de la Council House

La création classique de Thomason a été choisie. La tour horloge est connue localement comme "Big Brum". La construction a démarré en 1874 quand la première pierre a été posée par le maire Joseph Chamberlain. Le bâtiment a été terminé en 1879 et il a coûté 163 000 livres sterlings (équivalents à 16 700 000 en 2019). Il y a eu un débat pour décider du nom du bâtiment entre les options "Salle Municipale", "Council House" et Guildhall .
La Council House a été agrandie presque immédiatement entre 1881 et 1885. L'architecte a été à nouveau Yeoville Thomason. L'extension comprenait l'ajout d'une galerie d'art, un musée appartenant à la ville de Birmingham.  

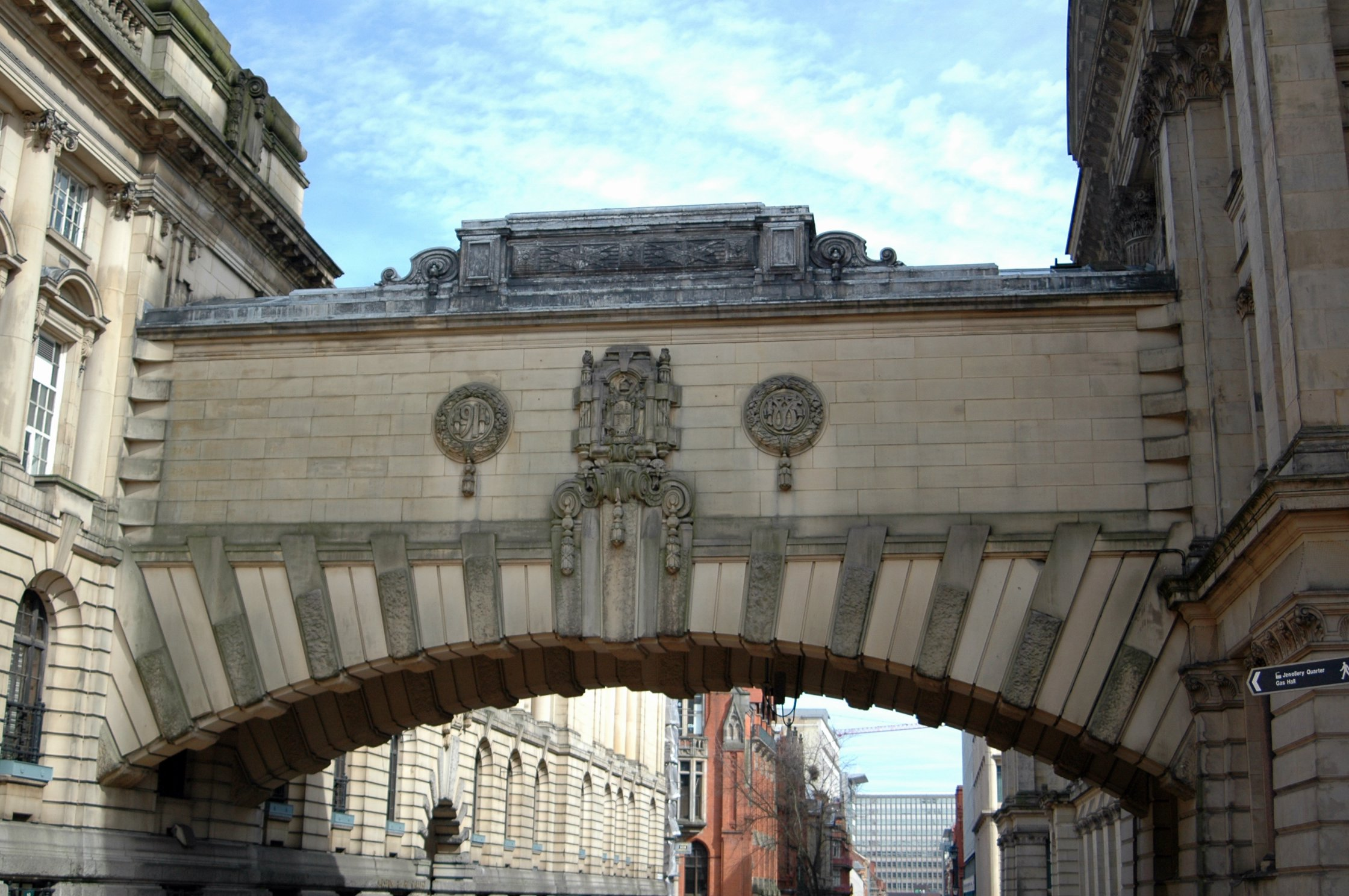
Passage d'union entre la galerie d'art original et l'extension de 1911-19.

Autour de l'entrée principale, qui donne sur Victoria Square, le fronton contient une mosaïque vénitienne faite par la maison Salviati . Dessus à l'est, on voit une sculpture de Britannia recevant les travailleurs de Birmingham La même Victoria Square a été occupée par l'Église du Christ, un bâtiment qui a été démoli en 1899 .
Le 9 août 1902, l'édifice a été illuminé en célébration du couronnement du Roi Edouard VII et de la Reine Alexandra .
La Council House a été étendue une deuxième fois entre 1911-1919 par les architectes Ashley & Newman. L'extension a été reliée au bâtiment original par un passage voûté imitant le pont des Soupirs de Venise. Cette extension loge les Galeries d'Art Feeney .

## Monuments
Dans la Council House se trouvent nombre de monuments, dont beaucoup ne sont pas accessibles au public en général. Nous pouvons citer :
- Aux citoyens de Birmingham par les exilés belges pendant la Première Guerre mondiale.
- Aux membres de l'équipe de gardiens qui ont servi pendant la Première Guerre mondiale.
- Au capitaine Ronald Wilkinson mort en tentant de désactiver une bombe le 17 septembre 1973.
- Aux membres du département du trésor de la ville qui ont servi pendant la Seconde Guerre mondiale.
- Aux membres du département d'énergie morts pendant la Première Guerre mondiale.
- Aux membres du département d’œuvres publiques et organisation urbaine morts dans les deux guerres mondiales.
- Aux membres du département de vétérinaire morts pendant la Première Guerre mondiale.
- À John Skirrow Wright, mort dans le bâtiment.
- Une plaque bleue commémorant les cinq générations consécutives de la famille Martineau qui ont servi aussi comme Lord Maire.